# Mythimna decisissima
Mythimna decisissima es una polilla de la familia Noctuidae. Se encuentra desde la India a través del sur de Asia, incluyendo Hong Kong, Japón, Taiwán y Australia en Queensland y Nueva Gales del Sur. También está presente en el sur de África.